# Ścinawa Mała (gmina w rejencji opolskiej)
Ścinawa Mała (niem. Amtsbezirk Steinau in Oberschlesien), do 1936 Piorunkowice (niem. Amtsbezirk Schweinsdorf) – zbiorowa gmina wiejska (Amtsbezirk) w powiecie prudnickim, rejencji opolskiej. Funkcjonowała w latach 1874–1945 w Rzeszy Niemieckiej. Siedzibą gminy była Ścinawa Mała (Steinau in Oberschlesien).
Gminę Piorunkowice utworzono 1 maja 1874 na obszarze powiatu prudnickiego. Powstała z obszaru gromad Piorunkowice (Schweinsdorf), Ścinawa Wieś (Steinau Dorf) i Ścinawa Miasto (Steinau Städtel) oraz majątku ziemskiego. Pierwszym administratorem okręgu został Theodor Stöbe zamieszkały w Piorunkowicach.
1 stycznia 1908 gmina obejmowała gromady: Piorunkowice i Ścinawa Mała. 31 lipca 1936 gminę Piorunkowice przemianowano na gminę Ścinawa Mała (Amtsbezirk Steinau in Oberschlesien).
Jednostka przetrwała do 1945 roku. Po II wojnie światowej została zniesiona. Władze polskie nie odtworzyły gminy w reaktywowanym powiecie prudnickim.